# Intel 8251

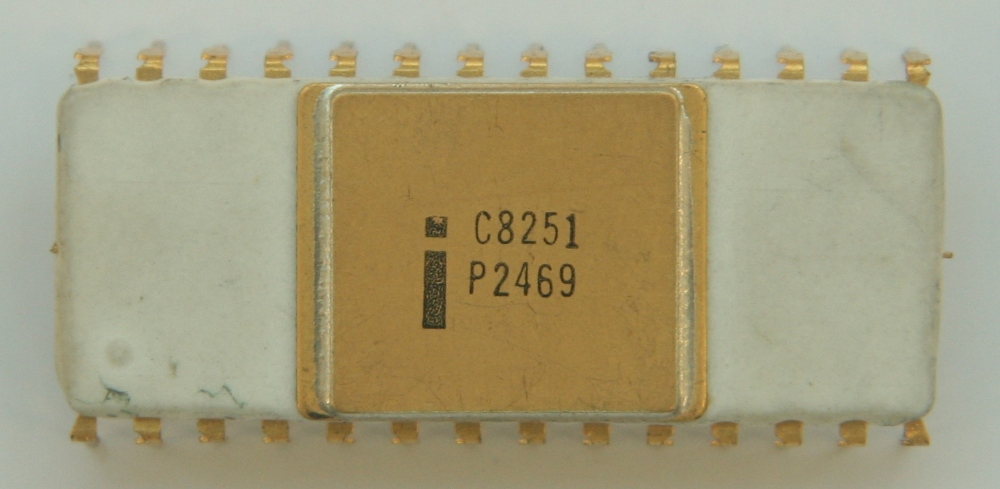
Intel C8251

Intel 8251 je univerzální synchronní/asynchronní přijímač/vysílač v pouzdře DIP s 28 vývody. Je vyráběný firmou Intel pro mikroprocesorovou sadu Intel 8080/8085. Umožňuje sériovou komunikaci do rychlosti 19,2 kbit/s při asynchronním přenosu nebo 64 kbit/s při synchronním přenosu. Intel 8251A je vylepšená verze Intel 8251.
Často se zaměňuje s později mnohem rozšířenějším 8250 UART, který se používal jako sériový port v počítačích IBM PC.
Obvod se skládá z 5 bloků:
1. řídicí logika pro čtení a zápis
2. vysílač
3. přijímač
4. systém datové sběrnice
5. řízení modemu